# Казакова, Майя Степановна
Майя Степановна Казакова (род. 2 мая 1937) — советская и российская драматическая актриса. Заслуженная артистка РСФСР (13 мая 1981).

## Биография
Окончила факультет актёрского мастерства Институт театра и кино им. И. К. Карпенко-Карого (руководитель курса — М. П. Верхацкий)
Работала в Одесском русском Драматическом театре имени Иванова, Магаданском государственном Драматическом театре, Хабаровском краевом Театре драмы. В настоящее время работает в Ростовском Театре драмы им. Горького.
Амплуа: социальная героиня, романтическая героиня, драматическая героиня, характерная героиня, трагическая героиня.

## Работы в театре
- Валерия («Моя профессия — синьор из общества» — Джулио Скарначчи, Ренцо Тарабуззи);
- Гелена («Варшавская мелодия» — Леонид Зорин);
- Голда («Поминальная молитва» — Горигорий Горин);
- Диана («Калифорнийская сюита» — Нил Саймон);
- Лидия («Кадриль» — Владимир Гуркин);
- Милли («Калифорнийская сюита» — Нил Саймон);
- Раневская («Вишнёвый сад» — Антон Чехов);
- Софья («Зыковы» — Максим Горький).
- Дорис («Девичник над вечным покоем» — Айвон Менчелл)

## Фильмография
- 1956 — «Борец и клоун» — Алёна, невеста Поддубного
- 1957 — «Дело пёстрых» — Катя Светлова, соседка Купцевича
- 1957 — «Девушка с маяка» — Марта
- 1963 — «Наймичка» — эпизод
- 1975 — «Дальняя дорога»
- 2000 — «Ростов-папа» (новелла «Бои без правил») — тётя Альбина